# Хилічкі (Пясечинський повіт)
Хилічкі (пол. Chyliczki) — село в Польщі, у гміні Пясечно Пясечинського повіту Мазовецького воєводства.
Населення — 796 осіб (2011).
У 1975-1998 роках село належало до Варшавського воєводства.

## Демографія
Демографічна структура станом на 31 березня 2011 року:
|          | Загалом | Допрацездатний вік | Працездатний вік | Постпрацездатний вік |
| -------- | ------- | ------------------ | ---------------- | -------------------- |
| Чоловіки | 384     | 86                 | 255              | 43                   |
| Жінки    | 412     | 85                 | 240              | 87                   |
| Разом    | 796     | 171                | 495              | 130                  |